# Злодії (фільм, 1996)
«Злодії» («Les Voleurs») — французький кримінальний трилер 1996 року, знятий режисером Андре Тешіне, з Катрін Денев і Данієлем Отеєм у головних ролях.

## Сюжет
Мелодрама з елементами криміналу, що розповідає про складні людські стосунки всередині злочинного світу. У фільмі показано історію кохання, зради й взаємних уподобань між членами сім'ї злодіїв і поліціянтів, які їх переслідують. У центрі сюжету - інтригуюча та динамічна розмова між вченим та молодою дівчиною, мимоволі втягнутою у кримінальний світ. Режисер Андре Тешине вміло переплітає кілька сюжетних ліній, занурюючи глядачів у заплутаний лабіринт стосунків головних героїв. 

## У ролях
- Катрін Денев: Марі Леблан
- Данієль Отей: Александр Ноель, він же Алекс
- Дідьє Безас: Іван Ноель, брат Алекса
- Лоранс Кот: Жюльєтт Фонтана
- Бенуа Мажімель: Джиммі Фонтана, брат Жюльєтти
- Фаб'єн Бабе: Мірей, дружина Івана
- Жульєн Рів'єр: Жюстен, син Івана
- Іван Десні: Віктор Ноель, батько Алекса та Івана, дідусь Жюстена
- Режис Бетуль: Режис
- П'єр Перес: Фред
- Нагіме Бендіді: Набіль
- К'яра Мастроянні: одна з учениць Марі
- Дідьє Раймон: Люсьєн
- Жан-Луї Меньє: співак "Таміно"
- Ерік Крейкенмаєр: помічник Алекса в поліції
- Жан-Жак Краверо: перший трансвестит
- Бадабу Ньєго: другий трансвестит
- Умар Діауре: перший охоронець
- Франк Меренда: другий охоронець
- Юсеф Ферхат: Сабріна
- Крістін Паоліні: мати
- Стефан Пуленас: пожежник

## Знімальна група
- Режисер: Андре Тешіне
- Сценаристи: Андре Тешіне, Жіль Торан, Мішель Александр, Паскаль Боніцер
- Оператор: Жанна Лапуарі
- Композитори: Філіпп Сард, Стефане Мелліно
- Художник: Зе Бранку
- Продюсер: Ален Сард